# Murder Party (film, 2022)
Pour plus de détails, voir Fiche technique et Distribution.
Murder Party est une comédie française réalisée par Nicolas Pleskof et sortie en 2022.

## Synopsis
Jeanne Chardon-Spitzer (Alice Pol), architecte réputée, est embauchée pour rénover le château des Daguerre, fabricants de jeux de société.
Au lieu de cela, elle se retrouve embarquée dans une chasse au meurtrier ressemblant beaucoup aux énigmes que l'on trouve dans les jeux de la famille.

## Fiche technique
- Titre original : Murder Party
- Réalisation : Nicolas Pleskof
- Scénario : Nicolas Pleskof et Elsa Marpeau
- Musique : Amaury Chabauty
- Décors : Jérémie Duchier
- Costumes : Dorothée Guiraud
- Photographie : Gilles Porte
- Montage : Nicolas Desmaison
- Production : Amaury Ovise
- Sociétés de production : France 3 Cinéma, Kazak Productions et Pictanovo, en coproduction avec Auvergne-Rhône-Alpes Cinéma
- Société de distribution : BAC Films
- Pays de production :  France
- Langue originale : français
- Format : couleur — 2,35:1
- Genre : comédie
- Durée : 103 minutes
- Dates de sortie :
  - France : 30 janvier 2022 (Festival de Bron) ; 9 mars 2022 (sortie nationale)

## Distribution
- Alice Pol : Jeanne Chardon-Spitzer
- Eddy Mitchell : César Daguerre
- Miou-Miou : Joséphine Daguerre
- Pablo Pauly : Théo Daguerre
- Pascale Arbillot : Salomé Daguerre
- Gustave Kervern : Armand
- Sarah Stern : Léna Daguerre
- Zabou Breitman : Emmanuelle Chardon-Spitzer, mère de Jeanne
- Adrien Guionnet : Hercule
- Lucien Jean-Baptiste : la voix

## Production

### Tournage
Le tournage a eu lieu au château de Regnière-Écluse près d'Abbeville dans la Somme de début novembre à la mi-décembre 2020.

## Accueil

### Accueil critique
Le site Allociné propose une moyenne de 2,9/5 à partir de l'interprétation de 13 critiques de presse.
Une partie de la presse est amusée par Murder Party. Dernières Nouvelles d'Alsace résume le film ainsi : « C'est le jeu pour le jeu. On est là pour s'amuser, se divertir. » Ouest-France considère qu'il s'agit d'un film « avec une belle esthétique très colorée, et un joli casting, Nicolas Pleskof propose une charmante comédie qui reste bien gentillette ». On « passe un moment d'enfance, sans question » selon Le Dauphiné libéré.
Pour Le Parisien, les nombreux « retournements de situations » sont un point négatif au point de donner l'impression que « les personnages jouent sans nous ». Première estime que le film « se perd dans des circonvolutions artificielles ».

### Box-office
Le jour de sa sortie nationale, le 9 mars 2022, le film se place en 3e position du box-office français des nouveautés avec ses 7 093 entrées dont 3 013 en avant-première pour 297 copies. Il est précédé dans le classement par la comédie française Permis de construire (26 155) et suivi par la comédie dramatique française Petite Nature (6 150).